# Shiptonthorpe
Shiptonthorpe lub Shipton Thorpe – wieś i civil parish w Anglii, w hrabstwie East Riding of Yorkshire. Leży 29 km na północny zachód od miasta Hull i 267 km na północ od Londynu. W 2011 civil parish liczyła 503 mieszkańców.